# Szakcs
Szakcs (vyslovováno [sakč]) je vesnice v Maďarsku v župě Tolna, spadající pod okres Dombóvár. Nachází se asi 19 km severozápadně od Dombóváru. V roce 2015 zde žilo 853 obyvatel. Dle údajů z roku 2011 tvoří 86,5 % obyvatelstva Maďaři, 11,3 % Romové a 0,8 % Němci.
Sousedními vesnicemi jsou Kocsola, Lápafő a Nagykónyi.

## Historie
Oblast dnešního Szakcse byla osídlena již za dob Římské říše. Ve 3. století zde bylo římské město Iovia, což dokazují různé archeologické nálezy. První písemná zmínka o novodobé vesnici pochází z roku 1348. O její středověké historii není téměř nic známo, je pouze známo, že v 18. století byl Szakcs tržním městem s významně rozvinutým hrnčířstvím.